# Миграцията на паламуда
„Миграцията на паламуда“ е български игрален филм (драма, комедия) от 2011 година по сценарий и режисура на Людмил Тодоров. Оператор е Рали Ралчев.
Филмът се посвещава на актьора Велко Кънев (в последна роля на екран).

## Сюжет
Едно село някъде по Янтра, дето българи крадат от цигани.
Симо е иконописец, комуто много не върви, а Райчо е комунист, комуто също много не върви. Децата им са другари и се занимават с глупости. Райчо е направил кръст за ахтополската черква и го е спазарил за паламуд. Взимат кръста, две икони и тръгват към морето .

## Актьорски състав
| Роли                       | Изпълнител           |
| -------------------------- | -------------------- |
| Райчо                      | Христо Мутафчиев     |
| Симо                       | Стефан Вълдобрев     |
| Тишо                       | Владимир Зомбори     |
| Кирил                      | Никола Стоянов       |
| отец Иван                  | Велко Кънев          |
| Страшилов                  | Ицхак Финци          |
| Дейвид                     | Кенуъд Хил           |
| Мария                      | Ирина Първанова      |
| Тони                       | Гергана Стоянова     |
| кръстника                  | Александър Сано      |
| кръщелницата               | Анастасия Неделчева  |
| Бешо                       | Красимир Доков       |
| Митьо                      | Петьо Кръстев        |
| бай Рашо                   | Мирослав Пашов       |
| Иви, брокерката англичанка | Оля Ал-Ахмед         |
|                            | в епизодите          |
|                            | Паромита Санатани    |
|                            | Светозар Кокаланов   |
|                            | баба Златка          |
|                            | Георги Иванов        |
|                            | Стоян Милев          |
|                            | Никола Симеонов      |
|                            | София Хаджиатанасова |

## Награди
- Награда за най-добра мъжка роля на фестивала „Златна роза“ (Варна, 2012) – за Христо Мутафчиев.[2]